# Budapest Aircraft Services
A Budapest Aircraft Services (Budapest Aircraft Services Légiforgalmi, Kereskedelmi és Szolgáltató Zrt., röviden: BASe Airlines) magyarországi charter légitársaság, melyet 1991 decemberében alapítottak hasonló néven mint Kft., majd 2019-ben zártkörűen működő részvénytársasággá alakult. A légitársaság három darab Embraer 120 Brasilia típusú repülőgéppel, valamint egy darab Bell 206 Jetranger helikopterrel folytat repülési tevékenységet. Központja Budapesten található.

## Története
A céget Budapesten, 1991 decemberében alapították. Üzemelésüket a Budapest Ferihegy repülőtéren kezdték meg, mai nevén a Liszt Ferenc Nemzetközi Repülőtéren. Kezdetben két LET L-410 UVP-E béreltek, amelyekkel charter és postai tevékenységeket folytattak. Nem sokkal ezután megkezdték a menetrendszerű járatok repülését, amelyek az Aviaexpress légtársaság járatszámai alatt repültek többek közt Ausztriába, Ukrajnába vagy Horvátországba.
1994 és 2006 között karbantartott és üzemeltetett tizenegy helikoptert az Országos Mentőszolgálatnak a helikopteres légi mentési feladatai ellátására az ország hat repülőterén.
Az első saját tulajdonú L–410 UVP–E repülőgépüket 1997-ben szerezték meg, amivel teherárut szállítottak a környező országok térségeibe. A második és az első Mi–2 helikoptereiket 2000-ben vásárolták.
2005-ben szerezték be az első Embraer 120 Brasilia gépet. 2008-ban megérkezett a második, majd a harmadik Embraer 120-as típusú gép, melyekhez később egy Bell 206 helikopter csatlakozott.
2007-től menetrend szerinti járatokat teljesített a Malév számára 2 darab géppel, 1 darab géppel pedig charter utakat szolgáltak ki. A Malév 2012-es leállása óta kizárólag charter utakat teljesítenek.
A légitársaságnak eddig nem volt légi balesete.
2019 augusztusától Helsinki - Pori járatot üzemeltetnek Finnországban Pori bázissal országon belül napi 3x , a gép HA-FAN E120

## Flotta

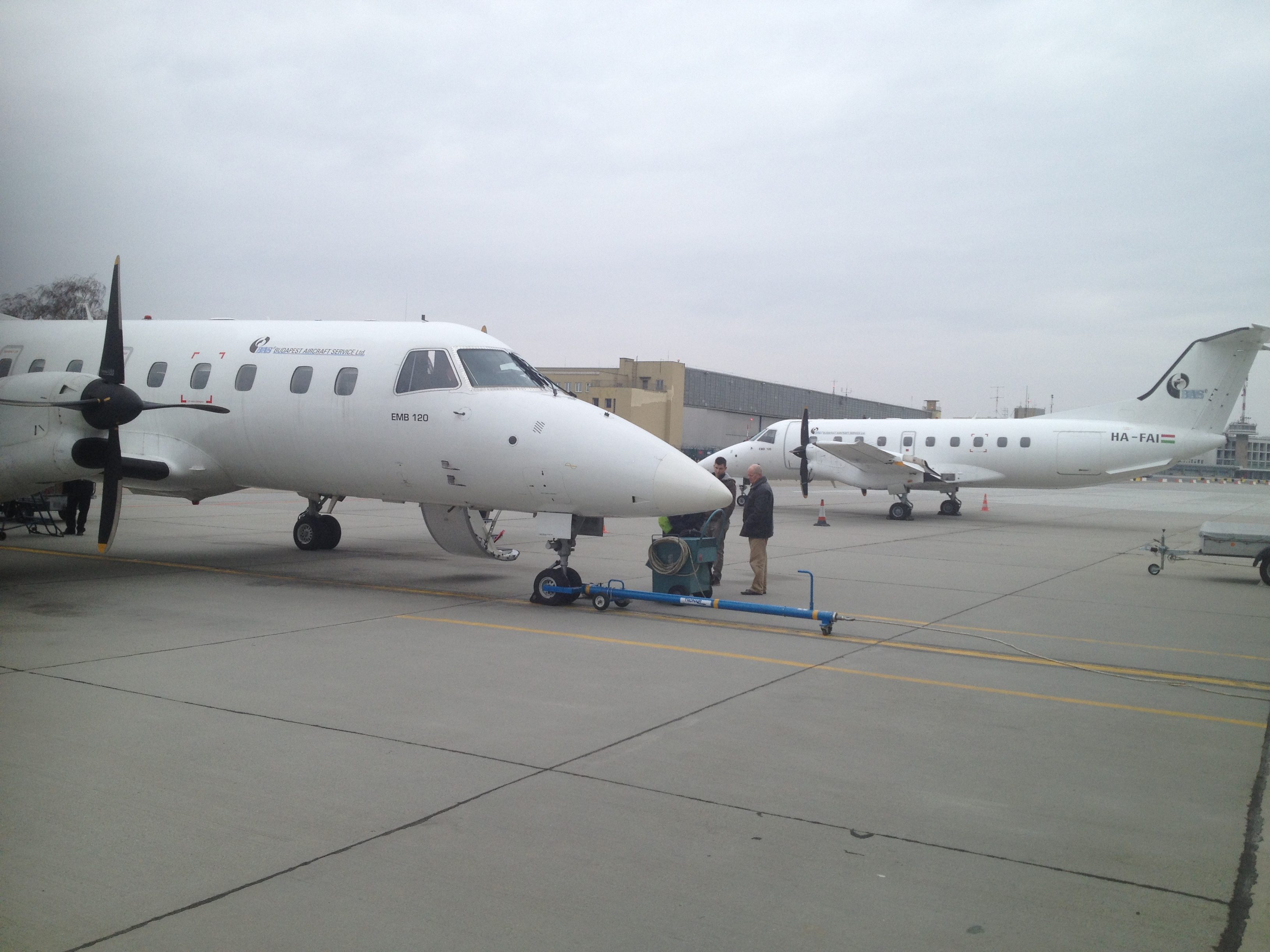
A BASe Embraer 120-as gépei